# آدریانو گارسیا
آدریانو گارسیا (انگلیسی: Adriano Garsia؛ زادهٔ ۲۰ اوت ۱۹۲۸) یک دانشمند در زمینه ریاضیات اهل ایتالیا است.